# Helen Grobert

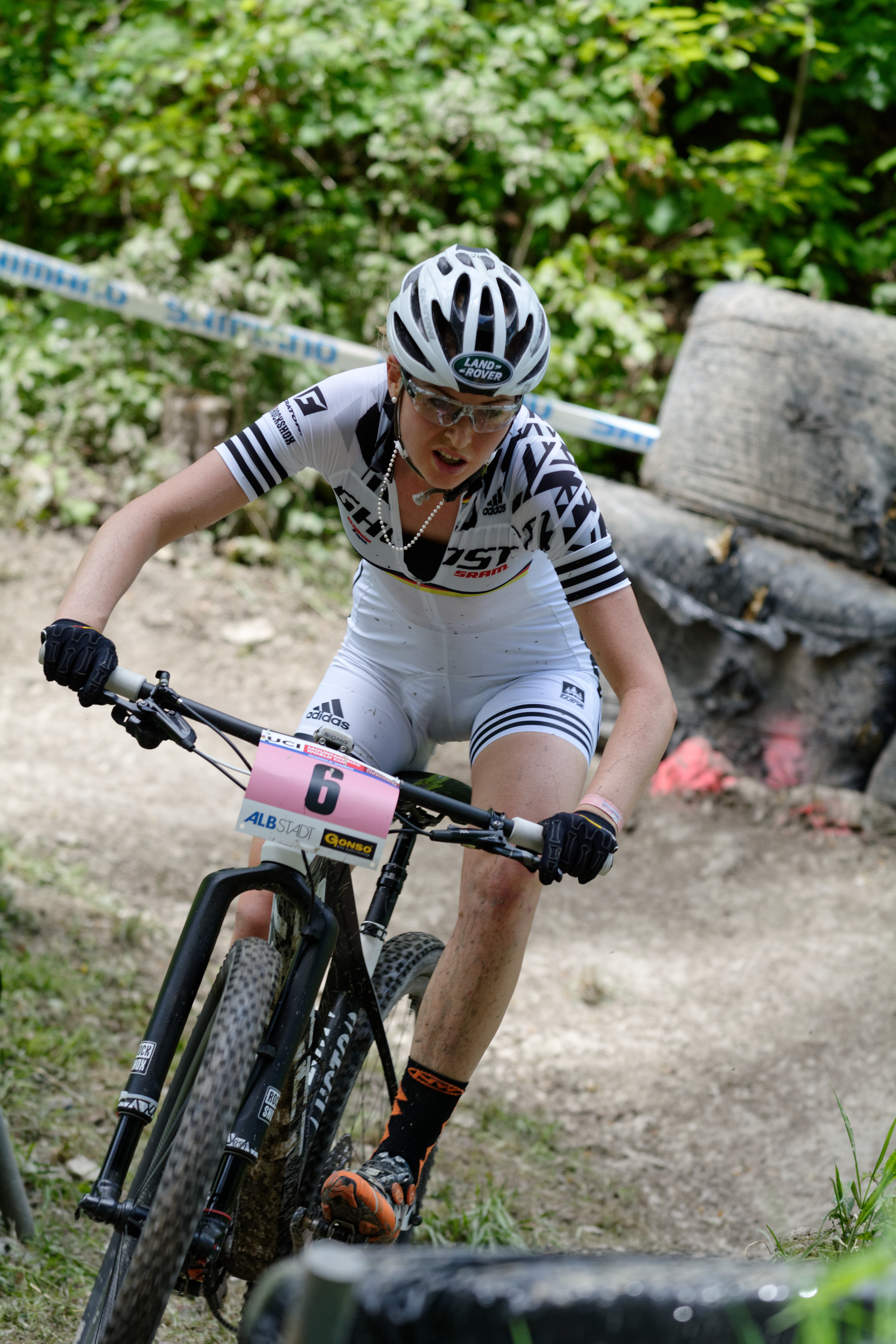
Helen Grobert

Helen Grobert (* 11. April 1992 in Filderstadt) ist eine ehemalige deutsche Radrennfahrerin in der Mountainbike-Disziplin Cross Country.

## Werdegang
Grobert wurde 2010 Dritte der Juniorinnen bei den Mountainbike-Weltmeisterschaften in Mont Sainte-Anne in Kanada. Bei den Mountainbike-Weltmeisterschaften 2011 wurde sie Vierte in der Klasse U23.
Nachdem Grobert in den Jahren 2012 und 2013 jeweils Deutsche U23-Meisterin in der Mountainbike-Disziplin Cross Country wurde, gewann sie in ihrer ersten Saison bei der Elite 2015 den Meistertitel in dieser Kategorie. In dieser Saison gewann sie außerdem die Gesamtwertung der MTB-Bundesliga des Bund Deutscher Radfahrer und belegte den zehnten Platz in der Gesamtwertung des Mountainbike-Cross Country-Weltcups.
2016 nahm Grobert an den Olympischen Sommerspielen in Rio de Janeiro teil, bei denen sie in Rio de Janeiro am 21. August als beste Deutsche Platz zwölf erreichte.
Am 10. März 2018 verzeichnete Helen Grobert als Vierte im südafrikanischen Stellenbosch das beste Weltcup-Ergebnis ihrer Karriere. Im folgenden Juni gab die damals 26-Jährige ihren Rückzug vom Profisport bekannt und begründete dies mit gesundheitlichen Problemen. Mit Schiedsspruch vom 31. März 2020 entschied das Deutsche Sportschiedsgericht, Helen Grobert wegen eines Verstoßes gegen Anti-Doping-Bestimmungen aufgrund eines positiven Dopingtest auf Testosteron in der Urinprobe vom 15. November 2017 für vier Jahre zu sperren. Die Sperre begann unter Anrechnung der vorläufigen Suspendierung am 24. März 2018 und endet am 23. März 2022. Außerdem wurde sie vom Amtsgericht Waldshut-Tiengen wegen Dopings und des Besitzes von Dopingmitteln zu einer Geldstrafe verurteilt. Dieses Urteil wurde im November 2021 vom Oberlandesgericht Karlsruhe aufgehoben, da Lücken in der Beweiswürdigung festgestellt worden seien.